# MAT New Stratos
MAT New Stratos – supersamochód klasy średniej wyprodukowany przez włoskie przedsiębiorstwo MAT w 2018 roku.

## Historia i opis modelu

MAT New Stratos - tył

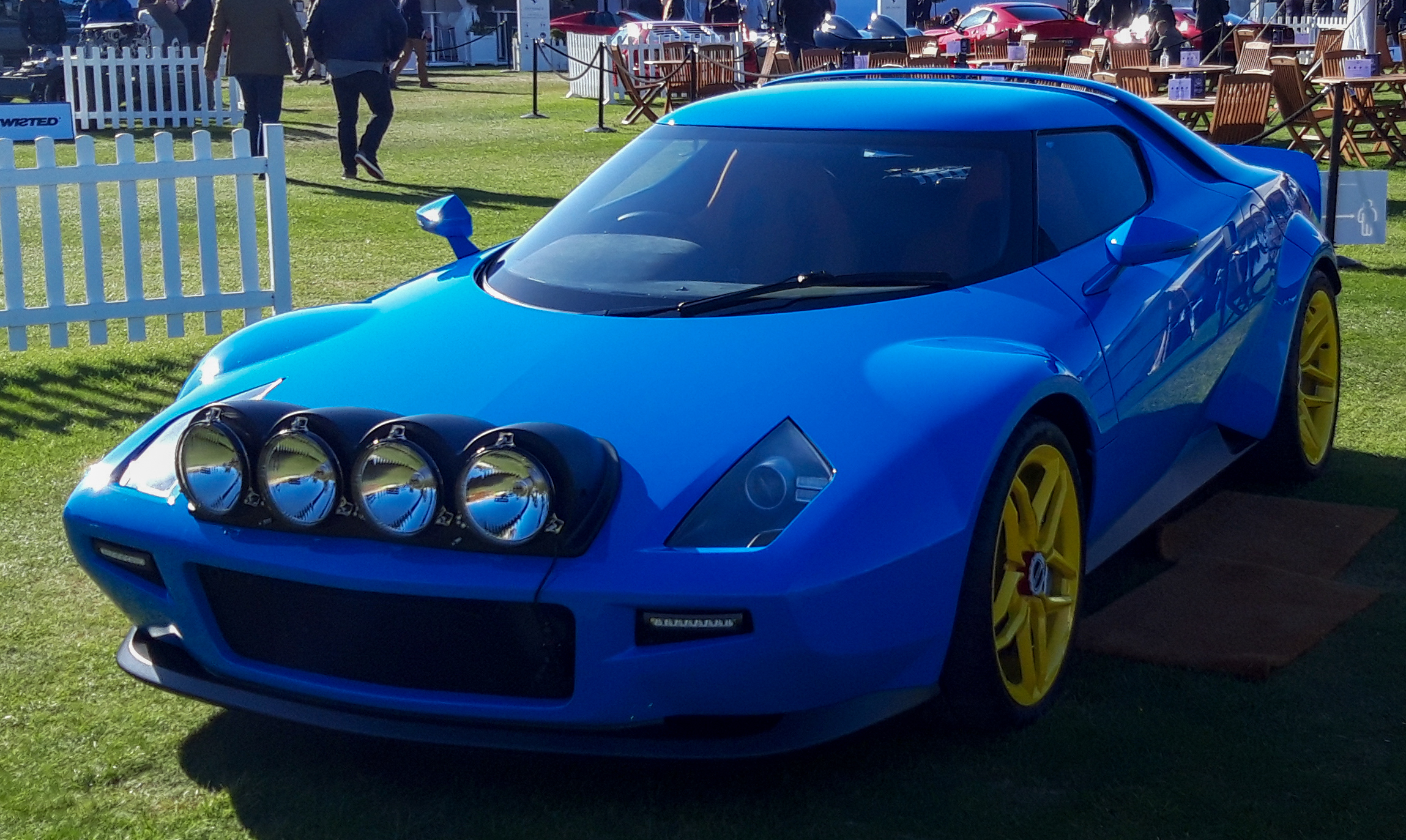
MAT New Stratos 4.3

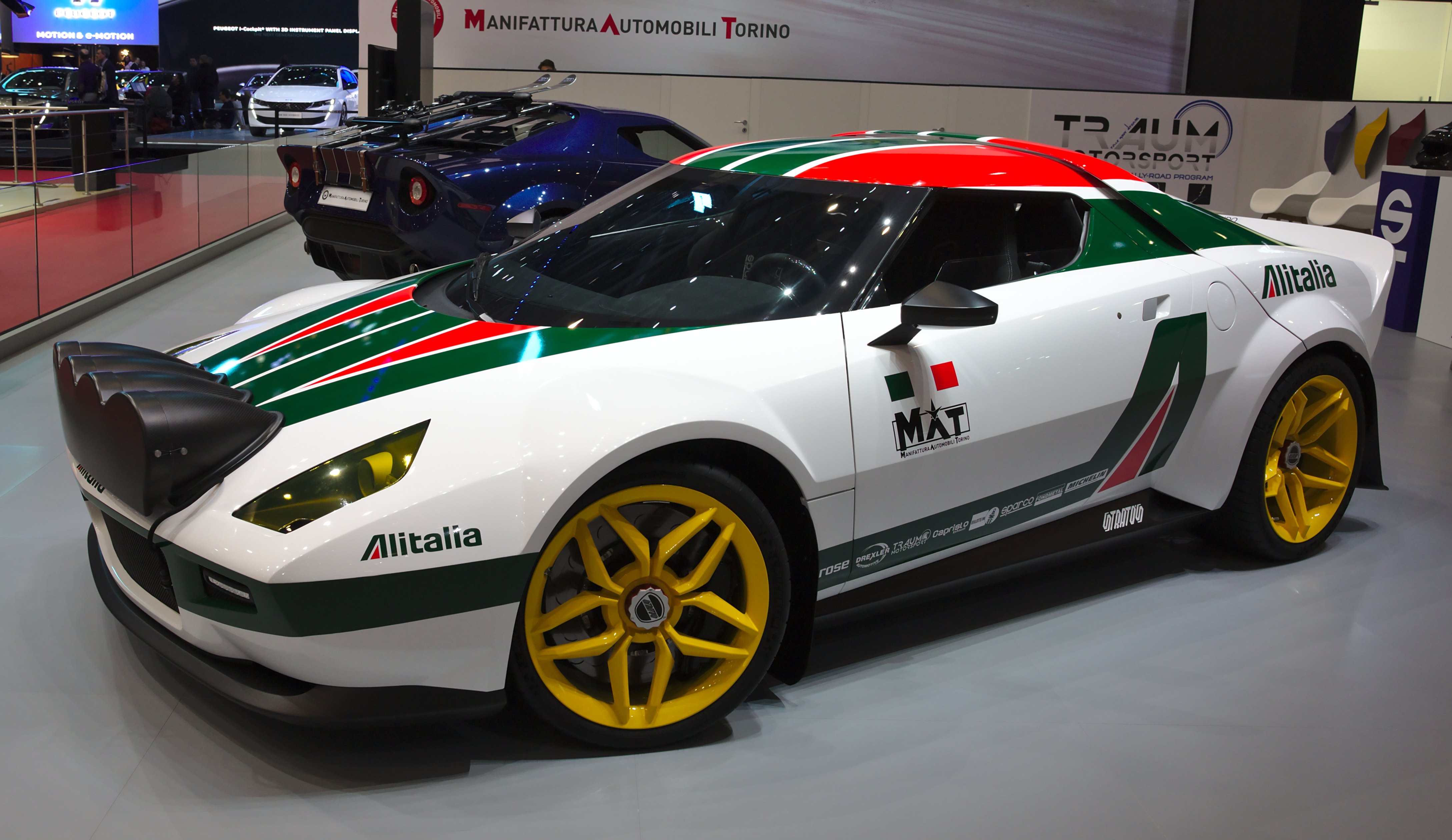
MAT New Stratos Alitalia

Pierwszą nowożytną interpretacją słynnego włoskiego samochodou sportowego z lat 70. XX wieku, Lancii Stratos, był prototyp Fenomenon Stratos z 2005 roku, który nie trafił do seryjnej produkcji. W 2010 roku z kolei z inicjatywy niemieckiego miliardera, Michaela Stoschka, powstał produkcyjny projekt nowej Lancii Stratos, który zakładał wykorzystanie podzespołów Ferrari. Brak autoryzacji włoskiej firmy nie pozwolił na realizację, komplikując dostarczenie podzespołów do pojazdu.
W 2014 roku były pracownik Pininfariny i założyciel firmy MAT, Paolo Garella, wyraził chęć ponownego wdrożenia do produkcji projektu nowego Stratosa. Tym razem udało się uzyskać wszystkie niezbędne pozwolenia, na czele z pomysłodawcą z 2010 roku, Michaelem Stoschkiem. Ostatecznie, w lutym 2018 roku włoskie przedsiębiorstwo MAT przedstawiło własną wizję nowej Lancii Stratos, prezentując model New Stratos w formie przeznaczonego do seryjnej produkcji coupe.

### New Stratos
New Stratos pod kątem stylistycznym opracowany został przez włoskie studio projektowe Pininfarina, w nowoczesnej formie odtwarzając kluczowe cechy wizualne pierwowzoru z lat 70. XX wieku. Linia szyb bocznych została połączona z szybą czołową, z kolei wydłużoną maskę przyozdobiły szeroko rozstawione reflektory o nieregularnym kształcie. Prace nad pojazdem trwały 4 lata.
Za bazę techniczną dla New Stratosa posłużyła płyta podłogowa i podzespoły pochodzące z dawnego modelu Ferrarii z początku XXI wieku, coupe F430. Od włoskiej firmy pochodzi także jednostka napędowa napędzająca samochód MAT, która charakteryzuje się ośmioma cylindrami w układzie widlastym, pojemnością 4,3-litra, moca 540 KM i maksymalnym momentem obrotowym 519 Nm. Jednostka napędowa umieszczona jest z tyłu pod odchylaną klapą zintegrowaną z błotnikami i tylnym zderzakiem, z kolei po przeciwnej stronie umieszczony został niewielki bagażnik.

### Sprzedaż
MAT New Stratos powstał jako samochód ściśle limitowany. Producent określił wielkość produkcji w swoich zakładach we włoskim Turynie na nie więcej niż 25 egzemplarzy, z czego cena za egzemplarz została określona na równowartość 2,8 miliona złotych.

### Silnik
- V8 4.3l 540 KM